# 1997 en Lorraine
Chronologie de la Lorraine
- 1993
- 1994
- 1995
- 1996
- 1997
- 1998
- 1999
- 2000
- 2001

Cette page est une liste d'événements qui se sont produits durant l'année 1997 en Lorraine.

## Événements

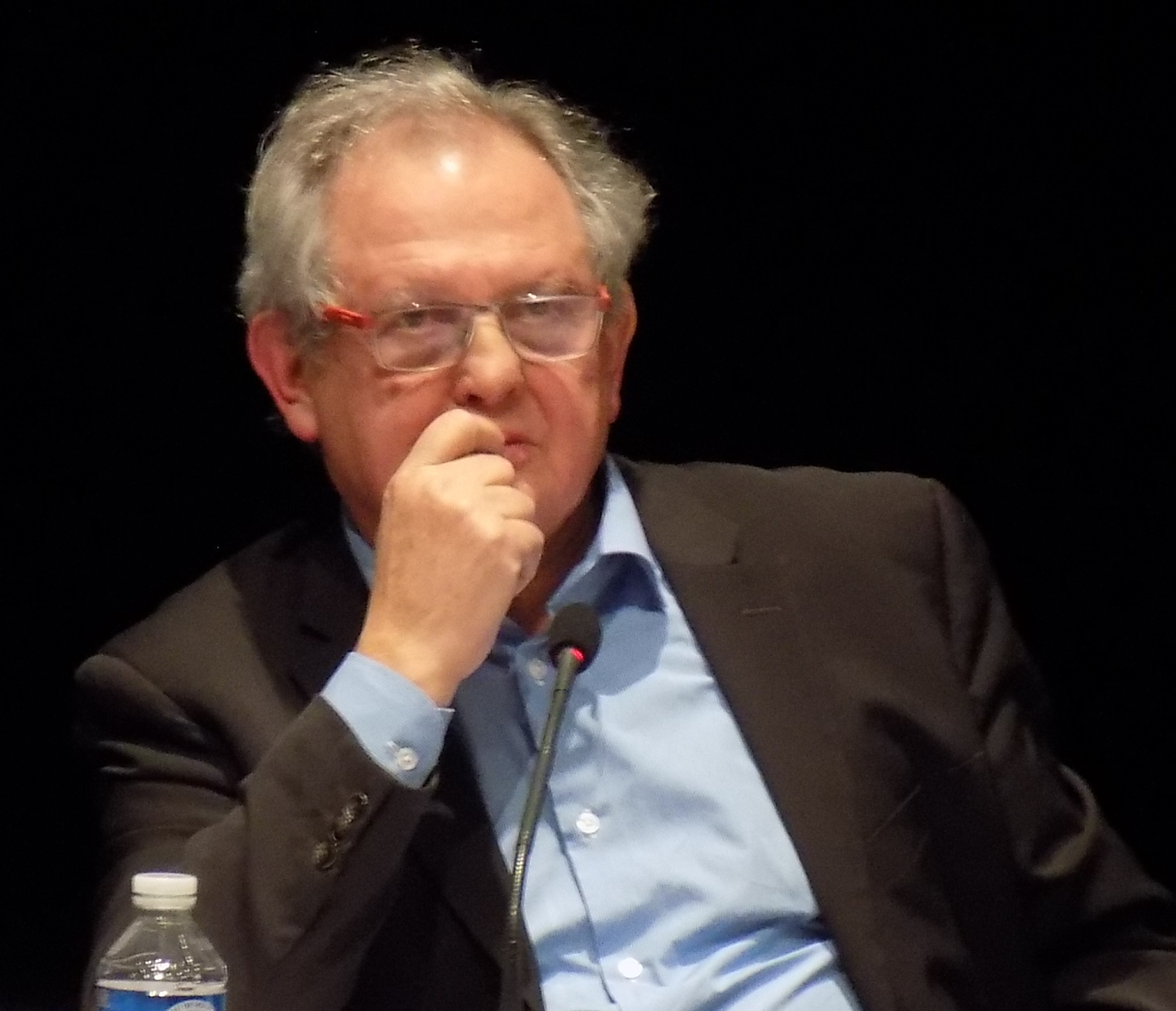
Jean-Yves Le Déaut en 2015

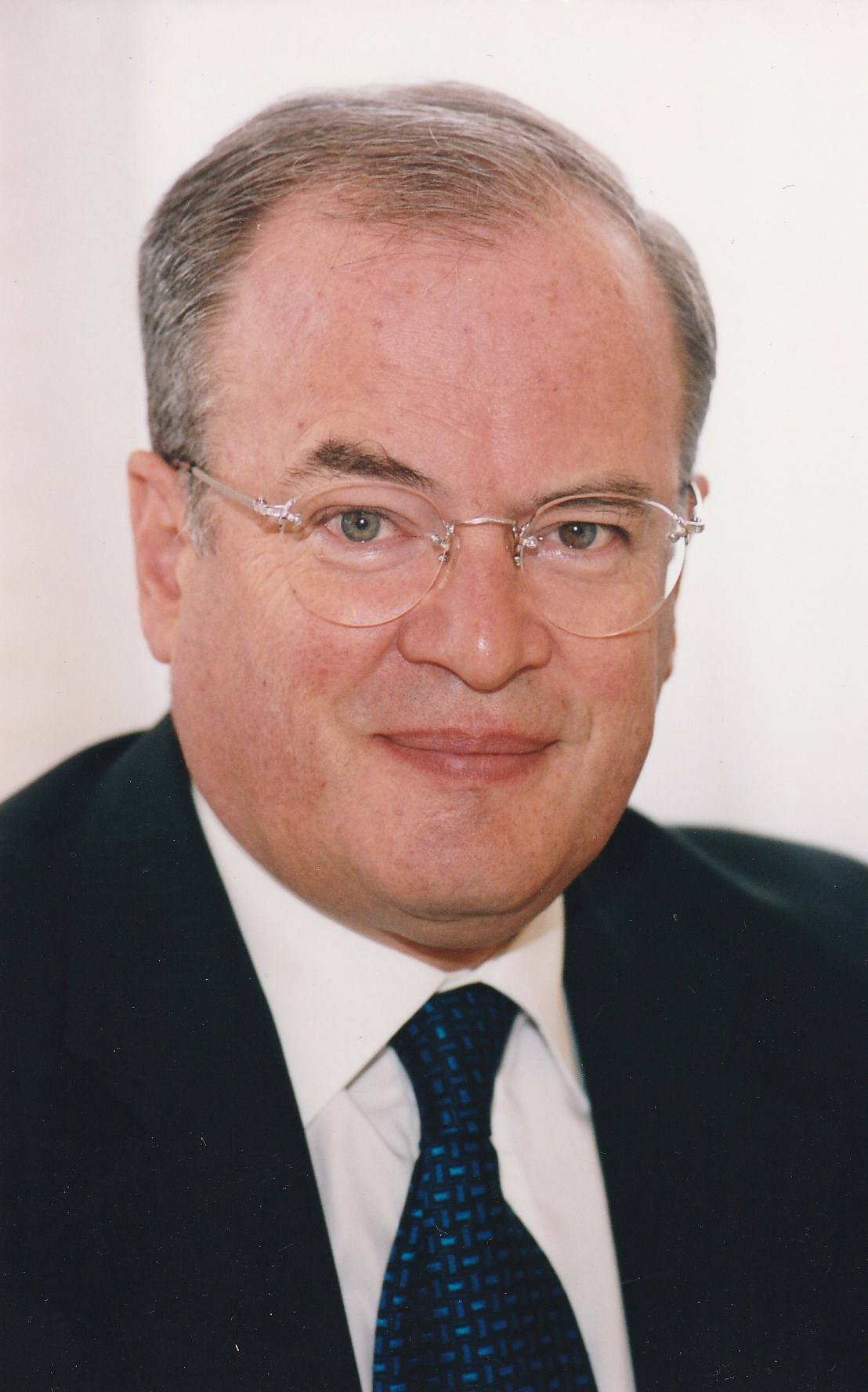
Christian Pierret en 1999.

- L'ASPTT Metz remporte le titre national de handball féminin.
- Fermeture de la dernière mine de fer de Lorraine, celle des Terres Rouges (Rothe erde, également nommée Montrouge) à Audun-le-Tiche en Moselle[1]..
- La Société d'archéologie lorraine et du Musée lorrain, devient la Société d'histoire de la Lorraine et du Musée lorrain.
- Construction du Barrage de Nancy, ouvrage destiné au contrôle des crues[2].
- Fin des travaux de l'école Nationale Supérieure des Arts et Métiers - Centre franco-allemand de Metz[3].
- Tournage à Verdun du film Marthe ou la promesse du jour de Jean-Loup Hubert[4]
- Tournage à Metz du film Le Loup-garou de Paris de Anthony Waller[5].

- 15 février : manifestations à Metz de victimes d'affaissements miniers[6].
- 1 avril : le directeur de l'entreprise JVC de Villers-la-Montagne est retenu par les ouvriers qui réclament des indemnités de licenciement plus importantes[6].
- 10 au 11 mai : Sylvain Polo et Gilles Mondésir remportent le Rallye de Lorraine sur une Renault Mégane[7].
- 1 juin, sont élus députés pour la onzième législature de la cinquième république ; représentants de Meurthe-et-Moselle : Jean-Jacques Denis : député (PS) de la première circonscription, il fut l'auteur de la première loi relative aux soins palliatifs puis rapporteur de la loi du 4 mars 2002 sur les droits des malades ; Jean-Paul Durieux réélu dans la 7e circonscription ; Nicole Feidt élue dans la 5e circonscription, (PS) ; Claude Gaillard (UDF) ; François Guillaume (RPR) ; Jean-Yves Le Déaut, (PS), réélu dans la 6e circonscription et  René Mangin (PS): dans la 2e circonscription.
- Jean-Louis Dumont (PS) : de nouveau élu dans la 2e circonscription.
- Sont élus députés représentants de la Moselle : Jean-Marie Aubron, Ancien métallurgiste, est élu député de Moselle face au député sortant divers-droite et maire d'Amnéville Jean Kiffer ;  André Berthol, membre de l'UDF, réélu dans la 7e circonscription de la Moselle ; Jean-Marie Demange, réélu, membre du RPR ; Denis Jacquat, réélu dans la deuxième circonscription de la Moselle ; Michel Liebgott, élu dans la dixième circonscription de la Moselle ;  Gilbert Maurer, élu dans la cinquième circonscription de la Moselle ; Roland Metzinger, élu dans la sixième circonscription de la Moselle ; Gérard Terrier, élu dans la première circonscription de la Moselle[8] et Aloyse Warhouver, réélu dans la 4e circonscription de la Moselle.
- Sont élus députés représentant les Vosges : Philippe Séguin ; Christian Pierret ; Claude Jacquot ; François Vannson et  Christian Franqueville.
- Août 1997 : Élisabeth Litzenburger est élue reine de la mirabelle[9].
- 1er août : la commune de Han-devant-Pierrepont change de département, elle passe de la Mause à la Meurthe-et-Moselle[10].
- Septembre : manifestations à Longwy pour le droit au travail[6]
- 2, 3, 4 et 5 octobre : Festival international de géographie, à Saint-Dié-des-Vosges, sur le thème : La planète « nomade », les mobilités géographiques d'aujourd'hui.
- 24 octobre : inauguration du tramway entre Sarreguemines et Sarrebruck[6]
- 27 octobre : inauguration de l'usine Smart à Hambach par Jacques Chirac et Helmut Kohl[6],[11].
- 5 décembre : fermeture du Puits-Simon de Forbach, dernière mine de fer de France[12].

## Inscriptions ou classements aux titre des monuments historiques
- En Meurthe-et-Moselle : Hôtel de la Mission Royale[13], Maison-forte de Tumejus[14]
- En Meuse : Église Saint-Pierre de Ville-Issey à Euville[15], Église Saint-Pierre-et-Saint-Paul d'Euville[16]
- En Moselle : Château de Roussy-Comté[17], Chapelle de la Sainte-Trinité de Saint-Avold[18], Château de Buy[19], Saline de Dieuze[20], Château de Landonvillers[21]
- Dans les Vosges : Scierie du Lançoir[22], Château de Girecourt-sur-Durbion[23], Temple maçonnique de Saint-Dié-des-Vosges[24].

## Naissances
- 4 janvier à Metz : Arnaud Lusamba, footballeur international congolais. Il évolue actuellement au poste de milieu de terrain à Pendikspor, en prêt d'Alanyaspor.
- 23 janvier à Mont-Saint-Martin : 
  - Jessie Da Costa[25], karatéka français. Il est le frère de Steven et Logan Da Costa.
  - Steven Da Costa[26], est un karatéka français évoluant dans la catégorie des moins de 67 kg. Après son titre de champion du monde 2018, à Madrid, il devient le 5 août 2021, le premier champion olympique de karaté, en s'imposant en -67 kg lors des Jeux de Tokyo 2021. Trois mois plus tard, le 20 novembre 2021, il conserve à Dubaï son titre mondial dans cette même catégorie de poids et réalise ainsi un doublé historique. Il détient l'un des plus gros palmarès du karaté mondial, et le plus impressionnant du karaté français : vainqueur en titre des jeux olympiques, des jeux mondiaux, et deux fois des championnats du monde.
- 13 février à Metz : Héloïse Mansuy, footballeuse française évoluant au poste de défenseure au Havre AC.
- 3 mai à Remiremont : Clément Noël, skieur alpin français originaire du massif des Vosges, spécialiste des épreuves techniques et plus particulièrement du slalom. Lors des Jeux de Pékin 2022, il devient le troisième Français champion olympique de slalom après Jean-Claude Killy en 1968 et Jean-Pierre Vidal en 2002.
- 1er juin à Nancy : Geoffroy Mathieu[27], nageur français.
- 1er juillet à Forbach : Anthony Caci, footballeur français qui évolue au poste de défenseur central au FSV Mayence.
- 28 juillet à Nancy : Chloé Mayer, volleyeuse internationale française évoluant au poste de centrale au Volero Le Cannet, en Ligue A.
- 1er août à Lunéville : Pauline Chasselin, pongiste française[28].
- 13 septembre à Nancy : Marie-Hélène Sajka, joueuse de handball française, évoluant au poste d'arrière droite au Metz Handball.
- 22 septembre à Remiremont : Clémence Beretta, athlète française, spécialiste de la marche. Elle est l'actuelle détentrice du record de France du 20 km marche en 1 h 30 min 20 s.
- 8 octobre à Remiremont : Andrew Jung, footballeur français. Il évolue au Valenciennes FC en prêt du KV Ostende au poste d'attaquant.

## Décès
- 9 novembre à Nancy : Michel Jamar, né à Bar-le-Duc le 9 février 1911[29], graveur, illustrateur, sculpteur et céramiste français. Il est surtout notable pour ses gravures sur bois et ex-libris.